# オタワ郡 (オハイオ州)
座標: 北緯41度35分 西経83度3分 / 北緯41.583度 西経83.050度
オタワ郡（英: Ottawa County）は、アメリカ合衆国オハイオ州に郡の一つである。
人口は40,985人（2000年）。郡庁所在地はポートクリントンである。
オタワ郡は1郡のみでポートクリントン小都市圏を構成している。より広域的には、トレド・ポートクリントン広域都市圏の一部にあたる。

## 地理
アメリカ合衆国国勢調査局によると、この郡の総面積は1,515km2 (585mi2)である。このうち660km2 (255mi2)が陸地、855km2 (330mi2)が水地域であり、総面積の56.44%が水地域である。

### 隣接する郡
- エセックス郡 (オンタリオ州) (Essex County, Ontario)　エリー湖の対岸(カナダ)に位置する。（北と西）
- エリー郡 (Erie County)（南東）
- サンダスキー郡 (Sandusky County)（南）
- ウッド郡 (Wood County)（西）
- ルーカス郡 (Lucas County)（北西）

### 国立公園
- オタワ国立野生生物保護区（一部）
- ペリーの勝利および国際平和祈念建造物

## 人口動態
2000年国勢調査で、この郡の人口は40,985人、16,474世帯、及び11,729家族が暮らしている。人口密度は62人/km2 (161人/mi2)である。39軒/km2 (100軒/mi2)の密度に25,532世帯の住宅が建っている。この郡の人種的な構成は白人96.56%、アフリカン・アメリカン0.65%、先住民0.21%、アジア0.23%、太平洋諸島系0.05%、その他の人種1.44%、及び混血0.87%、人口の3.75%はヒスパニックまたはラテン系である。
16,474世帯のうち、29.10%は18歳未満の子供と同居しており、58.90%は夫婦で一緒に生活をしている。8.50%は夫のいない女性が世帯主であり、28.80%は独身である。全世帯の25.00%は一人暮らしであり、11.20%が65歳以上である。平均世帯人数は2.45人であり、平均家族人数は2.92人である。
この郡の住民は23.30%が18歳未満の未成年、18歳以上24歳以下は6.70%、25歳以上44歳以下26.80%、45歳以上64歳以下が26.80%、65歳以上が16.40%である。
中央値年齢は41歳である。女性100人あたりに対しての男性の人数比は97.50人である。18歳以上の女性100人あたりに対しての男性の人数比は94.70人である。
この郡の一世帯ごとの平均的な収入は44,224ドルであり、家族ごとの平均的な収入は51,919ドルである。男性39,823ドルに対して女性は24,727ドルの平均的な収入である。一人当たりの収入は21,973ドルである。人口の約4.20%及び家族の5.90%は貧困線以下である。全人口のうち18歳未満の7.40%と65歳以上の5.40%は貧困線以下の生活を送っている。

## 行政
詳細はオハイオ郡政府を参照

## 自治体
都市 

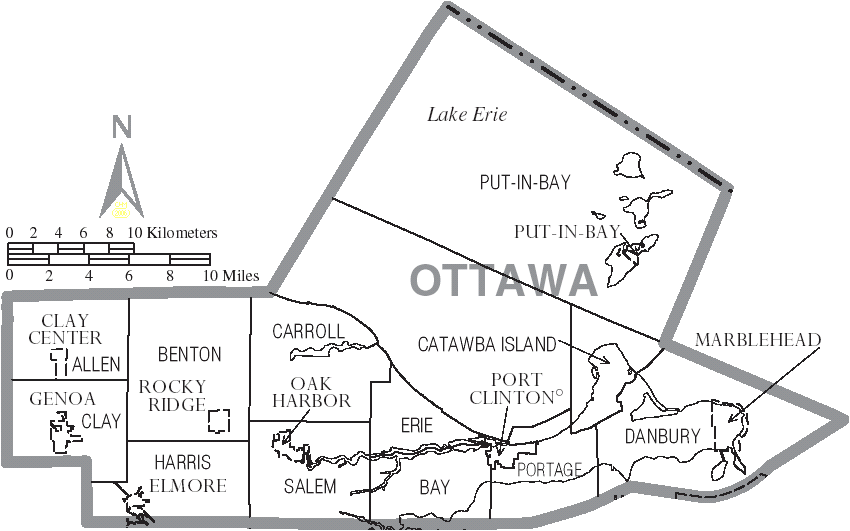
オタワ郡のコミュニティー及び郡区

- ポートクリントン (Port Clinton)

 村 
| - クレイセンター (Clay Center) - エルモア (Elmore) - ジェノア (Genoa) - マーブルヘッド (Marblehead) | - オークハーバー (Oak Harbor) - プット・イン・ベイ (Put-in-Bay) - ロッキーリッジ (Rocky Ridge) |

 郡区(タウンシップ) 
| - アレン (Allen) - ベイ (Bay) - ベントン (Benton) - キャロル (Carroll) | - カトーバアイランド (Catawba Island) - クレイ (Clay) - ダンベリー (Danbury) - エリー (Erie) | - ハリス (Harris) - ポーテージ (Portage) - プット・イン・ベイ (Put-in-Bay) - セーレム (Salem) |

 その他のコミュニティ 
| - ブラックベリーコーナー (Blackberry Corner) - キャンプペリー (Camp Perry) - カトーバアイランド (Catawba Island) - カーティス (Curtice) - ダンベリー (Danbury) | - フォレストパーク (Forest Park) - グレイタウン (Graytown) - Grodis Corner - ジプサム (Gypsum) - ヒッコリーグローブ (Hickory Grove) | - アイルセントジョージ (Isle Saint George) - Lacarne - レイクサイド (Lakeside) - ライムストーン (Limestone) - ローカストポイント (Locust Point) | - マーティン (Martin) - ミドルベース (Middle Bass) - トローブリッジ (Trowbridge) - ウィリストン (Williston) - イェール (Yale) |

## 交通

### 主要高速道路
- 州間高速道路80号線
- 州間高速道路90号線

### その他の高速道路
| - オハイオ州道2号線 - オハイオ州道10号線 - オハイオ州道51号線 - オハイオ州道53号線 | - オハイオ州道105号線 - オハイオ州道163号線 - オハイオ州道269号線 - オハイオ州道590号線 |

### 空港
- エリー・オタワ地域空港
- ミドルベース・イーストポイント空港
- ミドルベースアイランド空港
- ノースベースアイランド空港
- プット・イン・ベイ空港

## 参照
1. ↑  “オタワ郡のデータ”.  オハイオ州立大学公開データセンター. 2007年4月28日閲覧。
2. ↑  “オハイオ州の郡のプロフィール：オタワ郡” (PDF).   オハイオ州開発局. 2007年4月28日閲覧。
3. ↑   American FactFinder, United States Census Bureau 2008年1月31日閲覧。